# NGC 2561
NGC 2561 је спирална галаксија у сазвежђу Хидра која се налази на NGC листи објеката дубоког неба.
Деклинација објекта је + 4° 39' 24" а ректасцензија 8h 19m 36,7s. Привидна величина (магнитуда) објекта NGC 2561 износи 13,4 а фотографска магнитуда 14,1. NGC 2561 је још познат и под ознакама UGC 4336, MCG 1-22-1, CGCG 31-81, CGCG 32-1, IRAS 08169+0448, PGC 23351.